# Jus Anutha Day
«Jus Anutha Day» es el primer sencillo oficial para el álbum de debut de Ca$his con Shady Records e Interscope, llamado "The Art of Dying" que aún no tiene fecha de lanzamiento, el sencillo fue producido por el productor de Aftermath Entertainment DJ Khalil, fue lanzado a principios del año 2009, solo en descarga digital.

## Video musical
Cashis anunció en su web que va a salir un video para el sencillo, y que sería filmado durante junio y julio del 2009, pero no salió en esas fechas, después de eso no hubo más noticias, aún no se ha confirmado que va a haber un video musical para el sencillo, ni fechas de grabación o lanzamiento.
- Datos: Q5956688